# NGC 436
NGC 436 (другое обозначение — OCL 320) — рассеянное звёздное скопление в созвездии Кассиопея. Открыто Уильямом Гершелем в 1787 году, описывается Дрейером как «маленькое скопление неправильной формы, довольно сжатое».
Этот объект входит в число перечисленных в оригинальной редакции «Нового общего каталога».

## Наблюдение
Объект NGC 436 представляет собой маленькое и бледное скопление, расположенное рядом с NGC 457 на расстоянии 40’ на северо-запад. Скопление можно наблюдать посредством бинокля 7×50 на тёмном небе. При использовании увеличения в ×23 объект наблюдается как шар диаметром 5'. При увеличении ×72 скопление становится более заметным и распадается на три яркие звезды, которые смотрятся как «гусиная лапка». В NGC 436 нет звёзд ярче 11.1 звёздной величины. Такие наблюдательные свойства NGC 436 объясняются тем, что объект находится достаточно далеко (10700 световых лет), имеется 12 000 звёзд, а само скопление ещё не проэволюционировало (по разным источникам, возраст оценивается в несколько десятков миллионов лет).